# NGC 2195
NGC 2195 је двојна звезда у сазвежђу Орион која се налази на NGC листи објеката дубоког неба.
Деклинација објекта је + 17° 38' 22" а ректасцензија 6h 14m 34,8s. Привидна величина (магнитуда) објекта NGC 2195 износи 8,5.